# 도쿄 서머랜드

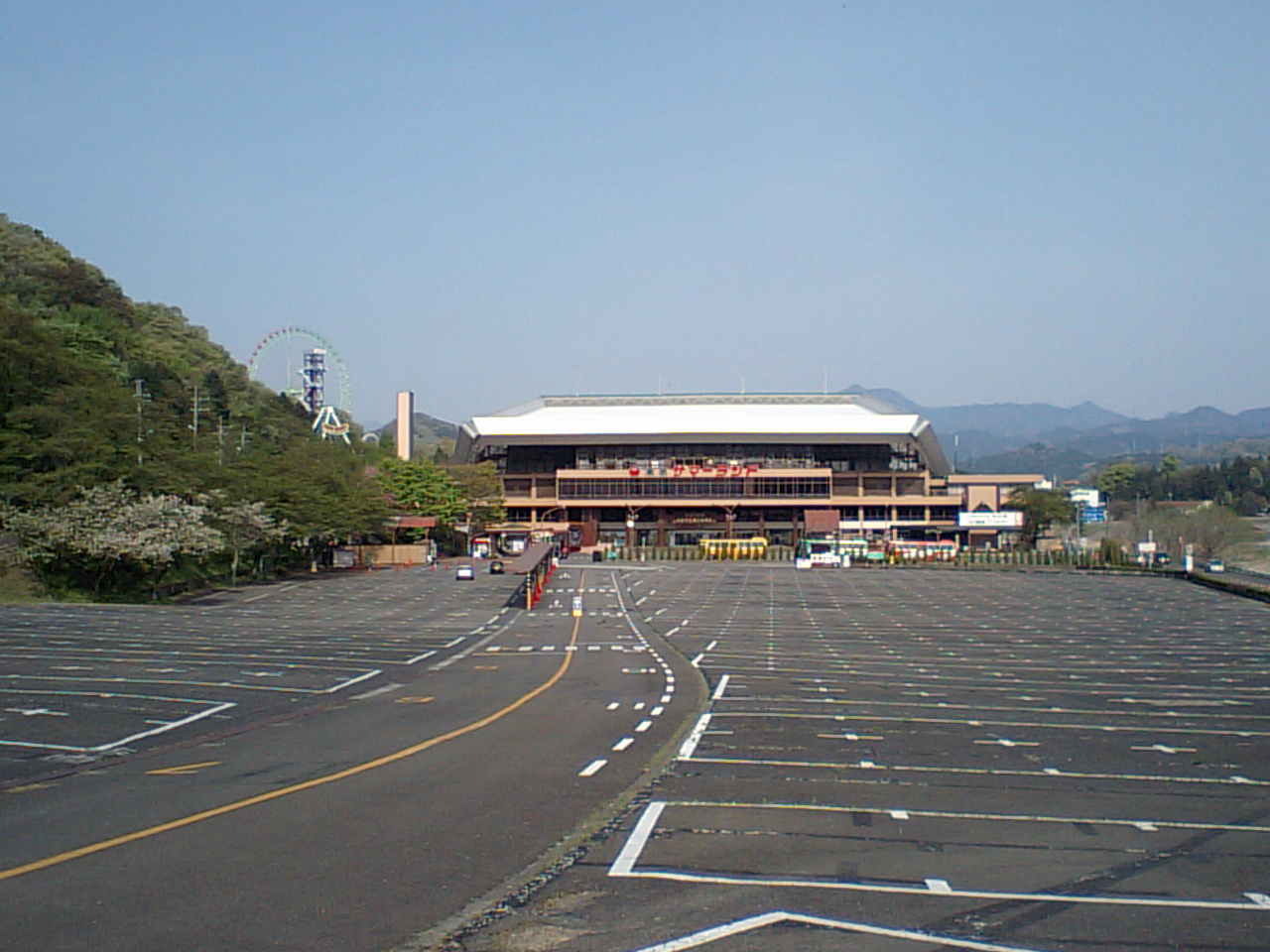

도쿄 서머랜드(일본어: 東京サマーランド)는 도쿄도 아키루노시에 있는 워터파크이다. 대형 물놀이 시설인 어드벤처 돔을 시작으로 여러 놀이기구와 스포츠 시설을 갖추고 있다.